# Tizoxanida
A tizoxanida, também conhecida como desacetil-nitazoxanida, é um agente antiparasítico formado em humanos como metabólito da nitazoxanida através de hidrólise.